# Pierre Camille Victor Huas
Pierre Camille Victor Huas, né le 26 juin 1858 à La Rochelle et mort le 16 octobre 1915 à Orléans, est un photographe et médecin de la Marine nationale français.

## Biographie
Fils de Jean Antoine Victor Huas, marchand mercier, et de Marie Thaïs Camille Lagneau, son épouse, Pierre Camille Victor Huas naît à La Rochelle en 1858.
Entré en 1880 comme médecin dans la Marine nationale, il accompagne en 1885 en tant que photographe Jean-Marie Bayol dans ses voyages au travers des Rivières du Sud, alors dépendantes de la colonie du Sénégal.
Pierre Camille Victor Huas meurt en 1915, en son domicile du 85, rue Saint-Marceau à Orléans.

## Collections
- 132 photographies du Sénégal, du Soudan et de Guinée, 1885. Bibliothèque nationale de France, département Société de géographie, SGE SG WE-102 (don 1887)[3]